# جودل دل (مقاطعة دورة)
جودل دل (بالفارسية: جودل دل) هي قرية تقع في Shurab Rural District في إيران. يقدر عدد سكانها بـ 60 نسمة بحسب إحصاء 2016.